# Hood Classics
Hood Classics jest kompilacją amerykańskiego rapera Gucciego Mane’a. Album zadebiutował na 197. pozycji na Billboard 200, ze sprzedażą 2.800 egzemplarzy w pierwszym tygodniu.

## Lista utworów
1. "Intro"
2. "Street Niggas"
3. "Pyrex Pot"
4. "Hold Dat Thought"
5. "Freaky Gurl"
6. "Trap House"
7. "Go Head" (featuring Mac Breezy)
8. "Icy" (featuring Young Jeezy & Boo)
9. "Hustle"
10. "Pillz"
11. "Spanish Plug"
12. "Black Tee" (featuring Killer Mike & Young Jeezy)
13. "Two Thangs"
14. "Re-Up"
15. "Trap Starz"
16. "Bonus Icy Mix" (featuring Young Jeezy)
17. "Freaky Gurl" (featuring Freekey Zekey)
18. "Im Da Shit"

## Historia notowań
| Notowanie (2008)                      | Pozycja |
| ------------------------------------- | ------- |
| U.S. Billboard 200                    | 197     |
| U.S. Billboard Top R&B/Hip-Hop Albums | 16      |
| U.S. Billboard Top Rap Albums         | 9       |